# 奧威尼·卡露斯
奧威尼．卡露斯（1945年11月15日—），漢名邱金士，暱稱邱爸，是出生於臺灣屏東縣霧臺鄉好茶村的魯凱族作家。其作品《詩與散文的魯凱 -- 神秘的消失》得到台灣文學長篇小說獎。著有《魯凱童謠》、《雲豹的傳人》等書。

## 生平
1945年11月15日好茶村出生。1952年在該部落的國小就讀，畢業後隨著父母務農、狩獵。
1961年到台北新店七張的台灣三育神道書院初中部唸初中，後隨初中一起遷移到高樹鄉大津就讀並取得高中學歷。
1974年到三育基督學院唸教會事務科，1977畢業。
1982年時又再回三育唸兩年的企管，1984年畢業後開始寫作至今。

## 出版作品
- 《魯凱童謠》
- 《雲豹的傳人》
- 《野百合之歌》[3]
- 《詩與散文的魯凱 -- 神秘的消失》

## 得獎記錄
- 《淚水》：原住民短篇小說金典獎[4]
- 《詩與散文的魯凱 -- 神秘的消失》：台灣文學長篇小說獎

## 期刊論文
- 2006年國立清華大學的學生陳芷凡以原住民作家夏曼．藍波安、奧威尼．卡露斯、阿道．巴辣夫為例寫成畢業論文『語言與文化翻譯的辯證--以原住民作家夏曼•藍波安、奧威尼•卡露斯盎、阿道•巴辣夫為例』[5]